# 大江寛人
大江寛人（おおえ ひろと、1933年2月9日 - 1998年9月9日）は、日本の牧師、宣教師。広島県生まれ。
祖父は大江邦治と中田重治。

## 生涯

### 初期
1933年(昭和8年)に父大江捨一（大江邦治の長男）と母陸奥（中田重治の長女）の間の一人息子として生まれる。

### 裁判所職員時代
1955年(昭和30年) に広島大学教育学部卒業すると同時に、広島家庭裁判所調査官補に就職する。
1959年(昭和34年)、大阪家庭裁判所調査官になる。1961年1月、裁判所の調査官をしながら、今治アライアンス教会の大泉勇牧師に協力して、大阪で開拓伝道を始める。同時に、丸山のフリーメソジスト神学校の夜学部で学ぶ。翌年、大阪家庭裁判所調査官を退職する。

### 宣教師時代
1964年(昭和39年)に、日本アライアンス聖書学校卒業し、宣教師としてサンパウロに赴任する。1966年(昭和41年)、サンベルナルド市ルージラモスで7人から開拓伝道を始める。1971年(昭和46年)に日本に帰国する。

### 牧師時代
1973年(昭和48年)、父捨一が牧師をする広島アライアンス教会牧師に就任し、1975年(昭和50年)には 児童伝道同志会メンバーとなる。1981年(昭和56年)、大分県で九州教会教育研究会を主催する。

## 著書
- 『父よ彼らをお赦しください: 十字架上の七つのことば』いのちのことば社　1986年
- 『教会学校のお話レッスン』いのちのことば社
- 『百万人の説教レッスン』いのちのことば社